# RCS Sport
RCS Sport is een Italiaans bedrijf dat gespecialiseerd is in het organiseren van grote sportevenementen en de marketing van sportrechten. RCS Sport is een onderdeel van de Italiaanse mediagroep RCS Media Group, die onder meer de sportkrant La Gazzetta dello Sport bezit. RCS Sport werd opgericht in september 1989 door de leiding van deze krant.
RCS Sport is vooral actief in het wielrennen. Daarnaast heeft het een adviserende rol bij onder andere de Italiaanse Basketbalbond, de Italiaanse voetbalbond (IFF) en de voetbalclub FC Internazionale Milano

## Georganiseerde evenementen
| Sport      | Evenementen |
| ---------- | --- |
| Atletiek   | Marathon van Milaan |
| Basketbal  | laatste acht in de Coppa Italiana de Supercoppa |
| Wielrennen | UCI World Tour: Ronde van de Verenigde Arabische Emiraten Strade Bianche Tirreno-Adriatico Milaan-San Remo Ronde van Italië Ronde van Lombardije Ronde van Italië voor vrouwen (vanaf 2024) UCI ProSeries: Milaan-Turijn Ronde van Piemonte UCI: Girobio (vanaf 2023) Ronde van de Abruzzen (vanaf 2024) voormalig: Primavera Rosa Ronde van Abu Dhabi Ronde van Dubai Ronde van Lazio Ronde van Sicilië (2019-2023) |

In het verleden was het onder andere betrokken in het basketbal bij de All Starwedstrijd binnen de Liga A van 1993-2016 gehouden, de Italiaanse wedstrijd in de NBA Europe Live Tour in 2012. In het golf bij de Italiaanse Golffederatie inzake de Italiaans Open als onderdeel van de Europese PGA Tour in 2011 en 2012. In het beachvolleyball bij de Italiaanse kampioenschappen van 1999-2008.